# Marginalismus
Marginalismus (z lat. marginalis, okrajový, mezní) je ekonomická teorie vycházející nikoliv z celkových hodnot, ale z malých změn nabídky a poptávky a jim odpovídajících mezních hodnot užitku nebo ztráty.

## Popis
Marginalistický koncept pracuje s pojmy jako mezní náklady, mezní produktivita, mezní užitek, zákon klesající míry substituce a zákon klesající mezní užitečnosti, které lze matematicky vyjádřit jako diference nebo diferenciály. Například „marginální“ (mezní) užitek je přírůstek užitku, který vznikne přidáním další jednotky zboží nebo služby a podle prvního Gossenova zákona v každém dalším kroku klesá. Hladovému člověku přináší první rohlík největší užitek a s každým dalším klesá. Nasycený člověk bude své peníze alokovat jinam, kde mu přinesou větší užitek. První milion investovaný do vyčištění řeky přinese větší užitek než každý další. Racionální subjekt potom rozděluje své náklady mezi různé druhy zboží a služeb v takovém poměru, aby mu každá z nich přinášela stejný mezní užitek. Za tohoto předpokladu lze analýzu tvorby cen na trhu z nabídky a poptávky rozšířit i na soubor různých komodit.

## Původ
Předchůdcem marginalismu byl německý ekonom Hermann Heinrich Gossen (1810-1858), na jeho myšlenky navázali neoklasičtí ekonomové. Předně francouzský ekonom Léon Walras (1834-1910), dále tzv. Cambridgeská škola, William Stanley Jevons a Alfred Marshall a konečně tzv. Rakouská škola (Carl Menger, Eugen von Böhm-Bawerk, Friedrich von Wieser) a v další generaci Josef Alois Schumpeter, Ludwig von Mises a Friedrich August von Hayek.